# Julian Lloyd Webber
Julian Lloyd Webber (født 14. april 1951) er en britisk solocellist, der er blevet beskrevet "doyen af britiske cellister".

## Tidlige år
Julian Lloyd Webber er den anden søn af komponisten William Lloyd Webber og hans kone Jean Johnstone (klaverlærer). Han er lillebror til komponisten Andrew Lloyd Webber. Lloyd Webber var studerende på Royal College of Music i London og afsluttede sine studier med Pierre Fournier i Genève i 1973. Han fik sin professionelle debut på Queen Elizabeth Hall i London i september 1972, da han gav den første cellokoncert af Arthur Bliss.

## Arbejde
Lloyd Webber har samarbejdet med en lang række musikere, herunder Yehudi Menuhin, Lorin Maazel, Neville Marriner, Georg Solti og Esa-Pekka Salonen samt Stéphane Grappelli, Elton John og Cleo Laine.

## Privatliv
Lloyd Webber har en søn, David (født 1992 i Hammersmith, London), fra hans ægteskab med Zohra Mahmoud Ghazi, en  niece af den afghanske konge Zahir Shah. Han giftede sig med kollega Jiaxin Cheng i 2009 og sammen har de en datter, der blev født den 14. juni 2011.

## Optagelser/musik

### Cello og orkester
- Frank Bridge – Oration (1976)
- Édouard Lalo – Cello Concerto (1982)
- Frederick Delius – Cello Concerto (1982)
- Joaquín Rodrigo – Concierto como un divertimento (1982)
- Joseph Haydn – Cello Concertos Nos. 1 and 2 (1983)
- Edward Elgar – Cello Concerto (1985)
- Victor Herbert – Cello Concerto No. 2 (1986)
- Arthur Sullivan – Cello Concerto (1986)
- Antonín Dvořák – Cello Concerto (1988)
- Arthur Honegger – Cello Concerto (1990)
- Camille Saint-Saëns – Cello Concerto No. 1 (1990)
- Pyotr Ilyich Tchaikovsky – Variations on a Rococo Theme (1991)
- Nikolai Myaskovsky – Cello Concerto (1991)
- Gavin Bryars – Cello Concerto (1994)
- Benjamin Britten – Cello Symphony (1995)
- William Walton – Cello Concerto (1995)
- Michael Nyman – Concerto for Cello, Saxophone and orchestra (1996)
- Max Bruch – Kol Nidrei (1998)
- Granville Bantock – Sapphic Poem (1999)
- Philip Glass – Cello Concerto No. 1 (Glass) (2003)
- Andrew Lloyd Webber – Phantasia for violin, cello and orchestra  (2004)
- Romantic Cello Concertos (2009)
- Eric Whitacre – "The River Cam" (2012)

### Cello og piano
- Peter Racine Fricker – Cello Sonata (1976)
- John Ireland – Complete Piano Trios (1976)
- Andrew Lloyd Webber – Variations (1977)
- Benjamin Britten – Third Suite for Cello (1979)
- Claude Debussy-  Cello Sonata (1979)
- John Ireland – Cello Sonata (1979)
- Sergei Rachmaninoff – Cello Sonata  (1979)
- Malcolm Arnold – Fantasy for Cello (1986)
- Alan Rawsthorne – Cello Sonata (1986)
- Benjamin Britten – Cello Sonata (1988)
- Sergei Prokofiev – Ballade  (1988)
- Dmitri Shostakovich – Cello Sonata (1988)
- Gabriel Fauré – Elegie  (1990)
- Charles Villiers Stanford – Cello Sonata No. 2 (1991)
- Frederick Delius – Caprice and Elegy (1993)
- Gustav Holst – Invocation (1993)
- Edvard Grieg – Cello Sonata (1995)
- Delius – Cello Sonata (1995)

### Samlinger
- Travels with my Cello (1984)
- Pieces (1985)
- Travels with my Cello Vol.2 (1986)
- Cello Song (1993)
- English Idyll (1994)
- Cradle Song (1995)
- Cello Moods (1998)
- Elegy (Julian Lloyd Webber album)|Elegy (1999)
- Lloyd Webber Plays Lloyd Webber (2001)
- Celebration (2001)
- Made in England / Gentle Dreams (2003)
- Unexpected Songs (2006)
- Romantic Cello Concertos (2009)
- Fair Albion – Music by Patrick Hawes (2009)
- The Art of Julian Lloyd Webber (2011)
- Evening Songs (2012)